# Takafumi Suzuki
Takafumi Suzuki (鈴木 崇文 Suzuki Takafumi?, nacido el 17 de noviembre de 1987 en Ibaraki) es un futbolista japonés que se desempeña como delantero.

## Trayectoria

### Clubes
| Club                | País  | Año         |
| ------------------- | ----- | ----------- |
| FC Machida Zelvia   | Japón | 2010 - 2012 |
| Fagiano Okayama     | Japón | 2013        |
| FC Machida Zelvia   | Japón | 2014 - 2016 |
| Thespakusatsu Gunma | Japón | 2017 -      |

## Estadística de carrera

### J. League
| Club                | Año   | J. League | J. League | Copa J. League | Copa J. League | Total | Total |
| Club                | Año   | Part.     | Goles     | Part.          | Goles          | Part. | Goles |
| ------------------- | ----- | --------- | --------- | -------------- | -------------- | ----- | ----- |
| FC Machida Zelvia   | 2012  | 38        | 7         | -              | -              | 38    | 7     |
| Fagiano Okayama     | 2013  | 4         | 0         | -              | -              | 4     | 0     |
| FC Machida Zelvia   | 2014  | 27        | 9         | -              | -              | 27    | 9     |
| FC Machida Zelvia   | 2015  | 36        | 10        | -              | -              | 36    | 10    |
| FC Machida Zelvia   | 2016  | 24        | 2         | -              | -              | 24    | 2     |
| Thespakusatsu Gunma | 2017  | 26        | 1         | -              | -              | 26    | 1     |
| Total               | Total | 155       | 29        | 0              | 0              | 155   | 29    |